# Supercoppa del Portogallo 1999 (hockey su pista)
La Supercoppa del Portogallo 1999 è stata la 17ª edizione dell'omonima competizione portoghese di hockey su pista. Il torneo ha avuto luogo dal 15 al 22 settembre 1999. 
A conquistare il trofeo è stato il Barcelos al secondo successo nella sua storia.

## Squadre partecipanti
| Club     | Qualificazione                                          | Partecipazioni precedenti (il grassetto indica la vittoria)      |
| -------- | ------------------------------------------------------- | ---------------------------------------------------------------- |
| Porto    | Detentore della 1ª Divisão e della Coppa del Portogallo | 1983, 1984, 1985, 1986, 1987, 1988, 1989, 1990, 1991, 1996, 1998 |
| Barcelos | Finalista della Coppa del Portogallo                    | 1992, 1993, 1996                                                 |

## Risultati
| Squadra 1 | Totale | Squadra 2 | Andata | Ritorno |
| --------- | ------ | --------- | ------ | ------- |
| Barcelos  | 14 - 9 | Porto     | 6 - 3  | 8 - 6   |

| Barcelos 15 settembre 1999 Finale di andata | Barcelos | 6 – 3 | Porto |  |

| Porto 22 settembre 1999 Finale di ritorno | Porto | 6 – 8 | Barcelos |  |